# Jan Smuts
Jan Christiaan Smuts (24. května 1870 – 11. září 1950) byl jihoafrický státník, voják a filozof. Kromě různých vládních postů byl v letech 1919 až 1924 a 1939 až 1948 předsedou vlády Jihoafrické unie.

## Životopis

### Mládí

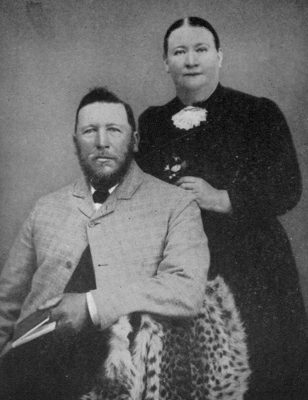
Jacobus a Catharina Smutsovi, 1893

Narodil se 24. května 1870 na rodinné farmě  Bovenplaats poblíž Malmesbury v Kapsku. Jeho rodiče Jacobus Smuts a jeho žena Catharina byli prosperující, na místě už dlouho usazení a velmi respektovaní afrikánští farmáři.
Jan byl jako dítě klidný a jemný a měl trochu samotářské sklony. Během dětství se často toulal sám a zkoumal okolní krajinu, což probudilo jeho zájem o přírodu, které zůstal věrný po celý život. Jako druhý syn v rodině byl předurčen k tomu, aby farmařil, plné vzdělání bývalo vyhrazeno pro prvního syna. Nicméně když mu bylo dvanáct, jeho starší bratr zemřel a Jan ho ve škole nahradil. Navštěvoval školu v blízkém Riebeek West. Přes  pozdní nástup na školu dělal pokroky a za čtyři roky své spolužáky v poklidu dohnal. V šestnácti letech v roce 1886 nastoupil na Victoria college v Stellenboschi.
Tam se naučil spisovnou nizozemštinu, němčinu a klasickou řečtinu a ponořil se do klasické literatury a biblických studií. Jeho tradiční výchova a  seriózní náhled na život ale zapříčinily jakousi společenskou izolaci od jeho vrstevníků. Nicméně na akademické půdě uspěl a v roce 1891 promoval z literatury a společenských věd, pokaždé na výbornou. V posledních letech ve Stellenboschi ze sebe trochu setřásl stydlivost a rezervovanost, což bylo i tím, že se v té době potkal s Isie Krigeovou, kterou si později vzal.
Po promoci na Victoria college získal Smuts jihoafrické Ebdenovo stipendium pro studium v zámoří. Rozhodl se pro studium práv v Christ´ college na univerzitě v Cambridge ve Velké Británii. Začátky jeho studia byly krušné, stýskalo se mu po domově a pociťoval velký rozdíl mezi svým vzděláním a vzděláním svých anglických spolužáků. K jeho nepohodě také přispívalo to, že stipendium nemohlo pokrýt všechny jeho výdaje. Svěřil se s tím svému profesorovi z Victoria college J. I. Marasiovi, který mu obratem poslal šek na dostatečnou částku (což ovšem byla ve skutečnosti půjčka). Zároveň ho ujistil, aby se na něj obrátil, kdykoliv by měl problémy. Poté se postupně začal zapojovat i do společenského života na univerzitě, i když jeho hlavním zájmem zůstávalo studium.
Kromě studia práv se věnoval i studiu jiných oborů, dokonce napsal i knihu (Walt Whitman : Studie o vývoji osobnosti), která však vyšla až posmrtně v roce 1973. Myšlenky, které tato kniha obsahovala, položily základy pro Smutsem později propagovaný filosofický směr holismus.
Smuts promoval ve dvou oborech v roce 1893 se skvělým výsledkem. V předchozích dvou letech obdržel několik cen a uznání včetně prestižní ceny George Longa v oboru římského práva a právní vědy. Jeden z jeho lektorů, profesor Maitland, vůdčí postava anglických právních historiků, jmenoval Smutse jako jednoho z nejlepších studentů, které kdy měl. Lord Todd, profesor na Christ’s college, roku 1970 prohlásil, že za 500 let existence školy byli nejlepší tito tři studenti: John Milton, Charles Darwin a Jan Smuts.
V roce 1894 složil Smuts profesní zkoušku do Inns of Court a stal se členem soudu Middle Temple. Jeden jeho spolužák z Cambridge mu nabídl partnerství ve své advokátní kanceláři. Nicméně Smuts odmítl pohodlný život cambridgeského právníka a v roce 1895 se vrátil do Kapska s tím, že jeho budoucnost leží tam.

### Společenský vzestup
Smuts si otevřel advokátní praxi v Kapském Městě, ale jeho nepřístupná povaha mu nenadělala zrovna mnoho přátel. Praxe mu moc nevydělávala a možná také proto nasměroval své aktivity do politiky a novinářství a začal psát do Kapských Timesů. Smutse fascinovala myšlenka sjednocené Jižní Afriky a proto vstoupil do strany Afrikaner Bond (Afrikánský spolek). Smutsův otec naštěstí znal vůdce strany Jana Hofmeyra, který Jana doporučil Cecilu Rhodesovi. V roce 1895 se stal Smuts podporovatelem Rhodese a jím vlastněné důlní společnosti De Beers.
Když o novoročním víkendu 1895–1896 proběhl Rhodesem iniciovaný Jamesonův nájezd, pobouřený Smuts, který to pociťoval jako zradu od svého zaměstnavatele, politického spojence a přítele, odešel z De Beers a z politického života vůbec. Nastoupil jako státní zástupce v hlavním městě Pretorii.
Po tomto incidentu se vztahy mezi Brity a Afrikánci prudce zhoršily a někdy od roku 1898 začalo hrozit bezprostřední nebezpečí vypuknutí války. Prezident Oranžského svobodného státu Martinus Steyn svolal mírovou konferenci do Bloemfonteinu, kde se měly vyřešit sporné otázky všech stran. Protože dobře znal Brity, vedl delegaci Transvaalu Jan Smuts. Vedoucí britské delegace Sir Alfred Milner proti tomu ovšem protestoval a konflikt mezi nimi znamenal kolaps konference a posunul Jižní Afriku zase blíž k válce.

### Búrská válka
11. října 1899 vpadli Britové do obou búrských republik a zahájili tím druhou búrskou válku. V počátečních fázích války sloužil jako důvěrník Paul Krugerovi. Řídil propagandu, logistiku, komunikaci s generály a diplomaty a všechno, co bylo potřeba. V druhé fázi války sloužil pod legendárním Koos de la Reyem, který velel komandu 500 mužů v západním Transvaalu. Smuts přímo exceloval v partyzánské válce metodou ´udeř a uteč´ a tím značně vyčerpával čtyřicetinásobně silnější britské jednotky. Prezident Kruger a celá delegace dlící v té době v Evropě se domnívali, že by nebylo od věci zaútočit na Kapsko. Původně chtěli vyslat generála De la Reye, ale pak si uvědomili, že ho nemohou postrádat v západním Transvaalu. Proto byl vyslán Smuts s malou jednotkou 300 jezdců s tím, že dalších 100 je mělo následovat. Díky britské politice spálené země ale bylo málo pastvy a koně byli příliš slabí, aby mohli pokračovat dál, proto je Smuts přenechal generálovi Kritzingerovi. Zpravodajská služba ale tvrdila, že v té době velel Smuts 3000 mužům.
Ke konci války usiloval Smuts o dobytí hlavního cíle, města Okiep, kde se těžila měď. Po třicetidenním obléhání nechal Smuts naložit vůz výbušninami a pustit ho dolů z kopce na britská kasárna. I když to nakonec nevyšlo, ukázalo se jasně, že pokud chce Smuts porazit nepřítele, nezastaví se před ničím. Norman Kemp Smith napsal, že generál Smuts si večer před útokem četl v Kantově Kritice čistého rozumu, z čehož vyvozuje. že toto Kantovo dílo může současně sloužit jako útěcha, útočiště, ale také může zbystřit úsudek. Smutsovy vojenské úspěchy spojené s neúspěšným pacifikováním Transvaalu nakonec neumožnily Britům jinou volbu, než nabídnout příměří a svolat mírovou konferenci do Vereenigingu.
Ještě před konferencí se setkal Smuts s Lordem Kitchenerem v Kroonstadu, kde probírali podmínky eventuální kapitulace. Smuts také vedl vyjednávání mezi představiteli Oranžského svobodného státu a Jihoafrické republiky ve dnech 15. až 31. května 1902. Z čistě vojenského hlediska mohla válka pokračovat dál, ale uvědomoval si, že nemůže za nezávislost obětovat životy tolika Afrikánců. Byl si dobře vědom, že již více než 20,000 žen a dětí pomřelo v koncentračních táborech, do kterých je nepřítel nahnal. Cítil, že by byl zločin pokračovat ve válce, ve které nemohu od nikoho očekávat pomoc a proto prohlásil: „Kamarádi, dobojovali jsme se až k hořkému konci. Musíme si teď jako muži připustit, že je ještě horší, než jsme očekávali.“ Jeho návrh byl poměrem hlasů 54 ku 6 přijat. Vládní představitelé navštívili Lorda Kitchenera a pět minut po jedenácté hodině 31. května 1902 podepsal zastupující prezident Burger a členové jeho vlády mírovou smlouvu. Poté ji podepsal také zastupující prezident Oranžska de Wet a členové jeho vlády.

### Britský Transvaal
Přes všechny Smutsovy hrdinské činy ve válce a úspěchy při vyjednávání nemohlo nic zastřít skutečnost, že Afrikánci byli poraženi a pokořeni. Lord Milner plně kontroloval všechny oblasti života Jižní Afriky a do funkcí nastolil anglofonní elitu posměšně nazývanou Milnerova školka. Jako Afrikánec byl Smuts z politiky úplně vyřazen. I když byl poražen, nebyl rozhodně nijak zastrašen a v lednu 1905 spolu s dalšími bývalými transvaalskými generály založil politickou stranu Het Volk (Lidová strana), která měla hájit práva Afrikánců. Vůdcem strany byl zvolen Louis Botha a Smuts byl jeho zástupce.
Poté, co skončilo funkční období Lorda Milnera, byl jako vysoký komisař jmenován smířlivější Lord Selborne. Smuts zde vycítil příležitost a začal tlačit na Bothu k zahájení jednání s Liberální stranou, aby podpořila jejich stranu Het Volk. Když v prosinci 1905 padla v Británii vláda Konzervativců vedená Arthurem Balfourem, padlo rozhodnutí. Smuts doprovodil Bothu do Londýna a začali vyjednávat úplnou samosprávu Transvaalu v rámci Britské Jižní Afriky. V rámci pomoci vyřešení palčivé otázky jihoasijských dělníků dovezených kdysi Brity ('kuliů') nakonec přesvědčili ministerského předsedu Sira Henry Campbell-Bannermana.
Celý rok 1906 pracoval Smuts na nové ústavě Transvaalu a v prosinci 1906 proběhly volby do parlamentu. Na rozdíl od showmana Bothy byl Smuts plachý a rezervovaný, ale přesto pohodlně vyhrál v okrsku Wonderboom nedaleko Pretorie. Jeho vítězství bylo jen jedno z mnoha, neboť Het Volk získala drtivou většinu hlasů a Botha mohl sestavit vládu. Smuts byl odměněn vedením ministerstva kolonií a vzdělávání.
Smuts se projevoval jako dobrý, ale nepopulární politik. Jako ministr vzdělávání musel bojovat s Nizozemskou reformovanou církví, jejímž oddaným členem kdysi byl, která požadovala výuku kalvinismu ve školách. Jako ministr kolonií zase bojoval s hnutím za rovná práva jihoasijských dělníků vedených Mohandasem Karamčahandem Gándhím.
Během samosprávné transvaalské vlády nebylo možno obejít nevyhnutelné téma, totiž sjednocení Jižní Afriky. Přes nezpochybnitelnost britského vítězství ve válce bylo na občanech Jižní Afriky, jakou formu státního uspořádání a vlády si zvolí. Smuts navrhoval unitární stát s centrální vládou v Pretorii, angličtinou jako jediným úředním jazykem a širokým volebním právem. Pro přednesení své vize svolal na říjen 1908 ústavní kongres do Durbanu.
Tam musel Smuts tvrdě bojovat s delegací Oranžska, která šmahem zamítala veškeré jeho návrhy. Smuts je ovšem předvídal a dobře se na to připravil. Byl ochoten ke kompromisům ve věci umístění hlavního města, úředního jazyka i volebního práva, ale naprosto odmítal ustoupit v otázce základní struktury vlády. Jak se kongres začal protahovat do podzimu, pocítili oranžští vůdcové, že bude nutné přistoupit na kompromis, aby si pojistili ústupky, které Smuts dosud učinil. Odsouhlasili Smutsův návrh ústavy, který podle očekávání ratifikovaly i ostatní jihoafrické kolonie. Smuts a Botha dovezli ústavu do Londýna, kde prošla parlamentem a v prosinci 1909 jí udělil královský souhlas Eduard VII.

### Staří Búrové
Zrodila se Jihoafrická unie a vzhledem k volebním výsledkům se chopili politické moci Afrikánci. Botha byl jmenován ministerským předsedou a Smutsovi svěřili tři klíčová ministerstva: Vnitra, Dolů a Obrany, takže byl beze sporu druhým nejmocnějším mužem země. Aby zkonsolidovali svou nadvládu v jihoafrické politice, spojili se všichni Afrikánci do nové všeobjímající South African Party (Jihoafrické strany).
Soulad a spolupráce však netrvala dlouho. Smuts byl kritizován, že si přisvojuje přílišnou moc a tak došlo k přerozdělení funkcí. Ztratil Vnitro a Doly, ale získal kontrolu nad Financemi. To bylo příliš na jeho kritiky, kteří nemohli skousnout to, že teď ovládá Obranu a Finance, což byla ministerstva, která byla vždycky na kordy. Na konferenci Jihoafrické strany v roce 1913 vyzvali Staří Búrové (Hertzog, Steyn, De Wet) Smutse a Bothu k demisi. Hlasování o důvěře přežili jen o vlas a obtížný triumvirát nakonec v dobrém ze strany vypadl.
Rozkol ve vnitrostranické politice znamenal novou hrozbu pro doly, které Jižní Africe přinášely většinu bohatství. Drobné rozepře mezi horníky náhle vyústily v Johannesburgu ve stávku a následné nepokoje, proti kterým Smuts tvrdě zakročil. Policie zastřelila dvacet jedna stávkujících, ale Botha a Smuts se přesto osobně vypravili bez doprovodu do Johannesburgu situaci vyřešit. Tváří v tvář vzbouřencům jim mohlo jít o život, ale přesto dojednali příměří. To ale dlouho nevydrželo a v roce 1914 vypukla stávka na železnici, která přerostla v generální stávku. Nebezpečí revoluce zažehnal Smuts vyhlášením stanného práva. Jednal přitom nemilosrdně, odborové předáky bez soudu deportoval a v parlamentu si zpětně nechal všechno posvětit. A to bylo moc i na Staré Búry, kteří v důsledku toho založili National Party (Národní stranu), aby mohli bojovat proti všemocnému tandemu Botha – Smuts.

### První světová válka
Na začátku první světové války vytvořil Smuts Unijní obranné síly. Jejich prvním úkolem bylo potlačit povstání v Maritzu, což se podařilo až v listopadu 1914. Poté spolu s Louisem Bothou vedli Jihoafrickou armádu do Německé Jihozápadní Afriky a brzy ji dobyli.V roce 1916 dostal generál Smuts další úkol dobýt Německou Východní Afriku. O celém tažení vydal v roce 1918 velitel dělostřelectva plukovník (později generál) J.H.V. Crowe knihu Tažení generála Smutse ve Východní Africe. 18. února byla Smutsovi dočasně propůjčena hodnost generálporučíka.
I když tažení se celkem vydařilo, německé síly se nedařilo porazit. Smutse kritizoval jeho zpravodajský důstojník plukovník Richard Meinertzhagen za to, že se vyhýbá čelním útokům, což by podle něj bylo mnohem levnější, než na sebe nenavazující úhybné manévry, které celé tažení prodlužovaly a díky čemuž umíralo hodně vojáků na tropické nemoci. Meinertzhagen věřil, že Horace Smith-Dorrien (proslavený záchranným ústupem britské armády u Monsu), který se měl ujmout velení v roce 1916, rychle porazí německého velitele plukovníka (později generála) Paula Emila von Lettow-Vorbecka. O Smutsovi napsal: „Smutsova opatrnost stála Británii statisíce životů a miliony liber. (…)Smuts nebyl prozíravý voják, byl to brilantní státník a politik, ale ne voják.“ Na generálporučíka byl za vynikající službu v poli Smuts povýšen k 1. lednu 1917.
Začátkem roku 1917 opustil Smuts Afriku a odcestoval do Londýna, protože byl pozván Davidem Lloydem Georgem do Válečného kabinetu impéria a do Výboru pro válečnou politiku. Smuts zpočátku navrhoval obnovit útoky na západní frontě a tím postupně vyčerpávat nepřátelské síly pro případ, že další ruská účast ve válce bude nejistá a Francie a Itálie začnou pošilhávat po separátním míru. Lloyd George potřeboval energického velitele jako nástupce za Murraye na Střední Východ, ale Smuts koncem května velení odmítl, protože by nedostal slíbené prostředky k rozhodnému vítězství a souhlasil s Robertsonem, že závazky na Západní frontě neumožňují dobývání Jeruzaléma. Místo něj byl poté jmenován Allenby. Stejně jako ostatními členy Válečného kabinetu impéria i jím otřásly na západní frontě následky třetí bitvy u Yppres.
V roce 1917 v důsledku náletů německých vzducholodí a povzbuzován Vikomtem Frenchem sepsal Smuts kritiku stavu britského letectva (tzv. Smutsova zpráva). V mnohém mu v tom pomohl jeho podřízený generál Sir David Henderson. Tato zpráva vedla k vyčlenění letectva jako samostatné ozbrojené síly, ze které se později stalo Royal Air Force (Královské letectvo).
V polovině ledna 1918 si Lloyd George pohrával s myšlenkou jmenovat Smutse vrchním velitelem pozemních i námořních sil proti Turecku. S tímto návrhem seznámil dříve Válečný kabinet impéria, než jeho velitele Robertsona. Začátkem roku 1918 byl Smuts poslán do Egypta, kde měl s Allenbym a Marshallem projednat hlavní aktivity v této oblasti. Ještě před odjezdem se názorově rozešel s Robertsonem kvůli jeho přehnaných požadavkům na posily a požadoval jeho odvolání z funkce. Allenby také sdělil Smutsovi Robertsonovy soukromé instrukce, (předané mu Walterem Kirkem, kterého Robertson stanovil Smutsovým poradcem), dle kterých nemá význam vypracovávat se Smutsem plány ofenzívy, kterou by podpořily tři divize stažené z Mezopotámie. Ty by měly dobýt v červnu Haifu a na podzim Damašek a rychlost jejich postupu by byla limitována jen kladením nových železničních kolejí, což nakonec vytvořilo podmínky Allenbyho úspěšné ofenzívy koncem roku.
Stejně jako většina britských politiků a vojenských velitelů v průběhu První světové války byl Smuts přesvědčen, že americké expediční síly postrádají patřičné zkušenosti a vedení. Podporoval spíše myšlenku aby anglo-francouzský štáb velel i americkým silám. Neměl vysoké mínění o velitelských schopnostech generála Johna J. Pershinga a dokonce napsal důvěrné memorandum Lloydu Georgovi, ve kterém požadoval, aby Pershing byl zproštěn velení, které by mělo být svěřeno „někomu důvěryhodnějšímu, například mně.“ Když se to provalilo, žádnou zvláštní popularitu u Američanů tím nezískal.

### Politik
Smuts a Botha byli mezi hlavními účastníky Pařížské mírové konference. Oba propagovali smíření s Německem a omezené reparace. Smuts usiloval o silnou Společnost národů, což se ale nepovedlo zrealizovat. Versaillská smlouva přidělila Jihoafrické Unii mandát C nad Německou Jihozápadní Afrikou (ze které se později stala Namibie), kterou okupovala od roku 1919 až do úplného odchodu v roce 1990. Stejně tak Austrálie dostala přidělený stejný mandát nad Německou Novou Guineou, kterou okupovala až do roku 1975. Smuts i australský ministerský předseda Billy Hughes se obávali vzrůstající moci Japonska po první světové válce. Když byla Německá Východní Afrika rozdělena do tří mandátů (Ruanda, Burundi a Tanganjika), jeden z návrhů na pojmenování Tanganjiky byl Smutsland. Smuts, který už od 19. století prosazoval rozšíření Jihoafrické Unie až k řece Zambezi, byl zklamán pouhým udělením mandátu nad Jihozápadní Afrikou a chtěl celé území plně včlenit do Jihoafrické Unie.
Po konferenci se vrátil Smuts do místní politiky. Když v roce 1919 zemřel Botha, byl zvolen ministerským předsedou a byl jím až do šokující volební porážky od Národní strany v roce 1924. Po smrti bývalého amerického prezidenta Woodrowa Wilsona prohlásil, že „ne Wilson, ale celé lidstvo v Paříži selhalo.“
U příležitosti Konference Britského Impéria v roce 1920 si Smuts zajel do Irska na setkání s Eamonem de Valerou a pokusil se zprostředkovat příměří mezi válčícími Brity a irskými nacionalisty. Snažil se prosadit pro Irsko statut dominia stejný, jako měla Austrálie a Jihoafrická Unie.
Smuts byl také botanik a sbíral náruživě rostliny z celé Jižní Afriky. Mezi lety 1920–1930 se zúčastnil s významným botanikem Johnem Hutchinsonem několika výprav. Byl také aktivním horolezcem a podporovatelem tohoto sportu. Jedna jeho oblíbená výstupová cesta na Stolovou horu nad Kapským Městem je také po něm pojmenována. V únoru 1923 odhalil pomník členům Horolezeckého klubu padlým ve válce.
V třicátých letech byl Smuts čelným představitelem politiky usmíření (appeasementu). V prosinci 1934 v projevu v Královském Institutu Mezinárodních záležitostí řekl:
„Jak odstranit pocit ponížení, kterým je posedlá a bojím se že i otrávená duše Německa? Existuje jediná cesta, a to je přiznat jí upřímně, svobodně a bezvýhradně stejný status jako okolním sousedům. (…) I když rozumím a chápu francouzský strach, chápu i to, že se Německo cítí jako vězeň i šestnáct let po ukončení války. Pokračování důsledků Versaillské konference by mělo být špatným svědomím Evropy a nebezpečím pro zachování budoucího míru… Již kvůli smyslu pro fair play by bylo třeba tento stav zrevidovat. Jeví se to nezbytné a bylo by to rozhodně prozíravé. Zlomte jejich okovy, humánně vysvoboďte tyto zakomplexované duše a Evropa za to bude odměněna klidem, bezpečím a budoucí prosperitou.“
I když v říjnu 1934 v projevu pro univerzitu St. Andrews říká zase:
„Nová tyranie převlečená do atraktivních vlasteneckých barev láká všude mladé do svých služeb. Svoboda musí podniknout mohutný protiútok, aby ochránila sama sebe a celou naši západní civilizaci. Zase jednou jsou naši mladí osloveni výzvami k hrdinství. Boj za lidskou svobodu je a vždycky bude hlavním úkolem budoucnosti.“

### Holismus a s ním spojená akademická práce
Během svého působení na akademii prosazoval myšlenky holismu, který definoval jako „základní prvek nutný ke stvoření celého vesmíru“, což popsal ve své knize Holismus a evoluce (anglicky Holism and Evolution) z roku 1926.
—  Jan Smuts, Holism and Evolution 
Smuts prohlašuje, že „princip celistvosti“, „holismus“ má objasnit evoluci. Smutsova definice holismu byla spojena s jeho politicko-vojenskými aktivitami, hlavně s jeho touhou vytvořit Společnost národů. Jak jeden jeho životopisec napsal:
| „        | Mělo to mnohé společné s jeho životní filosofií, která se postupně rozvinula a ztělesnila v jeho knize. Malé jednotky se musí proměnit ve větší celky a ty poté musí bez ustání růst do stále větších struktur. A pouze tento postup znamená pokrok. Tudíž spojení čtyř provincií do Jihoafrické Unie, vytvoření Britského společenství národů a konečně vytvoření Společnosti národů celého světa bylo logickým důsledkem jeho filosofických dogmat.[zdroj?] | “ |
| — autor? | |   |

### Smuts a segregace
Smuts byl po většinu svého politického života důrazný stoupenec oddělení jednotlivých ras. V roce 1929 uzákonil vznik oddělených institucí pro bílé a černé a předznamenal tím ducha apartheidu.
Původní praxe ve společné instituci promíchávala bílé i černé a díky tomu byla původní domorodá společnost a její tradice lehkomyslně, někdy i záměrně ničeny. Takže vznikl nový prvek, „rozdělení ras jihoafrických občanů, neboli segregace“, který znamenal vytvoření dvou vzájemně oddělených institucí pro dvě skupiny obyvatelstva žijících na vlastních od sebe oddělených územích. A právě tyto oddělené instituce vyžadovaly územní rozdělení bílých a černých. Pokud by žili všichni promícháni a pospolu, nebylo by možné je rozdělit pod jednotlivé instituce, takže z toho vyplynula i nutnost rozdělení jednotlivých oblastí.
Smutsův náhled na domorodce byl blahosklonně povýšený, viděl je jako nezralé lidské bytosti, které potřebovaly být vedeny bílými. Což ostatně byl názor, který sdílela v průběhu celého jeho politckého života naprostá většina ne-domorodců. Smuts je charakterizoval takto:
Jsou to děti přírody, které neoplývají vnitřní pevností a houževnatostí typickou pro Evropany. Nemají ani naši společenskou a morální motivaci, která v poměrně krátkém čase vybudovala evropskou civilizaci.
Přestože Gándhí a Smuts byli v mnoha směrech protivníci, vzájemně se respektovali a dalo by se říct i obdivovali. Než se Gándhí vrátil v roce 1914 do Indie, obdaroval generála Smutse párem vlastnoručně vyrobených sandálů. V roce 1939 napsal Smuts (v té době ministerský předseda) esej do pamětního sborníku ke Gándhího sedmdesátinám a vrátil mu sandály s připojeným poselstvím: „Obouval jsem tyto sandály v průběhu mnoha letních měsíců, i když jsem si byl vědom, že nejsem hoden chodit v botách tak velikého muže.“
Smuts byl často obviňován, že je politik, který v cizině opěvuje ctnosti humanismu a liberalismu, ale praxe doma už vypadá úplně jinak. Bylo to například jasně vidět v roce 1946, kdy Indie vznesla v OSN oficiální stížnost ohledně rasové diskriminace Indů v Jižní Africe. Smuts se osobně dostavil na Valné shromáždění OSN, kde bránil politiku své vlády a vášnivě obhajoval celou věc jako otázku vlastní jurisdikce své země. Nicméně Valné shromáždění rasovou politiku Jižní Afriky odsoudilo a vyzvalo Smutsovu vládu, aby uvedla chování k jihoafrickým Indům do souladu se základní principy Charty OSN.
Na stejném shromáždění prezident Afrického národního kongresu generál Alfred Bitini Xuma spolu s delegáty Jihoafrického kongresu Indů nastolil otázku brutality Smutsova policejního režimu proti horníkům stávkujícím počátkem roku za vyšší mzdy a také vyhlásil rozšíření boje o rasovou rovnoprávnost v Jižní Africe.
V roce 1948 poněkud ustoupil od svých dřívějších postojů k segregaci a podporoval doporučení Faganovy komise, podle kterých by měli být domorodci uznáni jako stálí obyvatelé bílé Jižní Afriky a ne pouze jako dočasní dělníci patřící do rezervací. Bylo to v přímém rozporu s politikou Národní strany, která si přála rozšířit a tím i formálně stvrdit apartheid. Nicméně neexistuje žádný důkaz, že by Smuts někdy podporoval myšlenku rovných politických práv pro černé a bílé. A další Smutsův citát:
Myšlenka, že by domorodci měli být přesídleni a nacpáni do svých kraalů (domorodých vesnic) se mi jeví jako největší nesmysl, který jsem kdy slyšel.
Faganova komise nechtěla podpořit vznik ne-rasové demokracie v Jižní Africe, ale chtěla jen trochu uvolnit kontrolu přílivu domorodců do oblastí měst, aby usnadnila přísun pracovníků do průmyslových odvětví. Měla také připravit určité zmírnění pasových zákonů, které značně omezovaly pohyb domorodců.

### Druhá světová válka
Po devíti letech v opozici a po působení v akademické sféře se vrátil jako místopředseda vlády ´velké koalice´ vedené J.B.M.Hertzogem. Když v roce 1939 Hertzog navrhoval vyhlásit neutralitu ve vztahu k nacistickému Německu, byl na stranickém sjezdu odvolán a Smuts se stal podruhé ministerským předsedou. Již v průběhu první světové války spolupracoval s Winstonem Churchillem a už tehdy se mezi vytvořilo jakési osobní i pracovní pouto. Jako služebně nejstarší Jihoafričan byl v roce 1939 pozván do Válečného kabinetu impéria a 24. května 1941 byl jmenován polním maršálem Britské armády.
Smutsovu důležitost v průběhu války ještě zdůraznil docela troufalý návrh předložený začátkem roku 1940. Podle něj by měl být Smuts jmenován ministerským předsedou Velké Británie v případě smrti nebo kvůli nezpůsobilosti výkonu funkce Winstona Churchilla. Tento nápad předložil Churchillův osobní sekretář Sir John Colville nejprve královně Marii a posléze i králi Jiřímu VI., kteří mu byli potom nakloněni.
V květnu 1945 zastupoval Jižní Afriku v San Franciscu při sepisování Charty spojených národů. V roce 1945 byl navržen norským politikem Halvdanem Kohtem jako jeden ze sedmi kandidátů na Nobelovu cenu míru. Nicméně nakonec žádný z nich nominován nebyl a Nobelovu cenu za mír 1945 získal bývalý americký ministr zahraničí a „otec OSN“ Cordell Hull.

### Po válce
Během Smutsova druhého období ve funkci ministerského předsedy bylo provedeno mnoho reforem na poli sociálního zabezpečení. V letech 1944 a 1947 bylo rozšířeno důchodové pojištění a příspěvky na invaliditu pro ´Indy´ i ´Domorodce´, i když se jejich výše u jednotlivých ras lišila. Zákon o pojištění pracujících z roku 1941 „pojistil všechny zaměstnance bez ohledu na to, jestli za ně platili zaměstnavatelé pojistné a také rozšířil soupis nemocí z povolání“. Zákon o nezaměstnanosti z roku 1946 zavedl celonárodní pojištění nezaměstnaných, i když s určitými výlukami.
Smuts také v cizině reprezentoval svou zemi. V roce 1947 byl jedním z čelních hostů na svatbě princezny Alžběty a Filipa, vévody z Edinburghu. Ovšem doma se negativně projevilo jeho angažmá v druhé světové válce a také jeho podpora Faganovy zprávy. V důsledku toho ztratil hodně popularity u rodilých Afrikánců a ve všeobecných volbách roku 1948 vyhrála apartheid podporující Sjednocená národní strana vedená Danielem Francoisem Malanem.
17. září 1948 byl jmenován velícím plukovníkem Regimentu domobrany západní provincie. Týden po velké oslavě jeho osmdesátých narozenin v Johannesburgu a Pretorii, 25. dubna 1950 ho postihl srdeční infarkt, na jehož následky zemřel 11. září 1950 na své farmě Doornkloof v Irene nedaleko Pretorie.

### Podpora sionismu
Jihoafričtí přívrženci Theodora Herzla kontaktovali Smutse již v roce 1916. Smuts byl významným podporovatelem vzniku židovského státu a bojoval už ve třicátých letech proti nastupujícímu antisemitismu. Podporoval také Balfourovu deklaraci a v Londýně se spřátelil s budoucím izraelským prezidentem Chaimem Weizmanem. V roce 1943 v dopise Smutsovi Weizman nastínil plán, jak by mohly Britské africké kolonie konkurovat Spojeným státům. Ve funkci premiéra několikrát osobně zajistil peníze pro sionistické organizace. Jeho vláda de facto uznala stát Izrael už 24. května 1948, 10 dní poté, co jej vyhlásil David Ben Gurion. Vlivem volební porážky z 26. května 1948 byl ale stát Izrael de jure uznán až 14. května 1949. Nicméně v době, kdy byl místopředseda Hertzogovy vlády, byl přijat Cizinecký zákon, který značně ztížil židovské přistěhovalectví do Jižní Afriky a který byl reakcí na sílící antisemitismus Afrikánců.
Smuts také lobboval proti Bílé knize z roku 1939, což byl zákon omezující židovské přistěhovalectví do Palestiny.
V Izraeli je po Smutsovi pojmenováno několik ulic a kibuc Ramat Yohanan.
Smuts také sepsal Weizmanův epitaf, ve kterém ho nazval „největším židem od časů Mojžíše.“
Smuts kdysi prohlásil:
„Tato válka, velká válka za spravedlnost a svobodu, s sebou přinesla obrovské změny, ale pochybuji, jestli některá z nich předčila osvobození Palestiny a jejího uznání jako Domov Izrael.“
Jan Smuts byl také oceněn titulem Spravedlivý mezi národy.

### Další zastávané funkce
V roce 1931 se Smuts stal prvním nebritským prezidentem Britské asociace pro vědecký pokrok. Téhož roku byl také zvolen jako druhý nebritský čestný rektor univerzity v St.Andrews (po Fridtjofu Nansenovi). Od roku 1948 až do své smrti byl jako první člověk nepocházející z Velké Británie čestným rektorem univerzity v Cambridge.

## Rodina
Smuts se v roce 1897 oženil s Isabelou (Isie) Margaretou Krige (později přezdívanou „Ouma“). Pocházela ze Stellenbosche a bydlela blízko Smutsových. Měli spolu šest dětí.

## Dějinný odkaz
Jedním z jeho největších mezinárodních úspěchů bylo založení Společnosti národů, jejíž koncepce a rozvoj ležely plně na Smutsovi. Později také naléhal na zřízení nové mezinárodní organizace, Spojených národů. Smuts sám sepsal preambuli Charty spojených národů a byl vůbec jediným člověkem, který podepsal obě Charty, Společenství národů a OSN. Byl také jediným politikem, který se zúčastnil obou konferencí ukončujících světové války ve Versailles a v Postupimi. Usiloval o úpravu vztahů mezi Spojeným královstvím a jeho koloniemi a pomohl tak vytvořit Britský Commonwealth v podobě, v jaké ho známe dodnes. Ovšem jeho aktivity v této oblasti byly někdy kontraproduktivní, například když ho v roce 1946 Valné shromáždění OSN vyzvalo, aby jednal s jihoafrickými občany indického původu v souladu s ustanoveními Charty spojených národů, které sám vytvořil a podepsal.
Mezinárodní letiště v Johannesburgu neslo v letech 1952 až 1994 jeho jméno. Poté bylo přejmenováno na Johannesburské mezinárodní letiště, aby název neobsahoval žádné politické konotace. Nicméně v roce 2006 bylo přejmenováno podle politika Afrického národního kongresu Olivera Tambo.
V televizním hlasování o největšího Jihoafričana všech dob v roce 2004 se Smuts umístil na předním místě. Pořadí prvních deseti mělo být stanoveno druhým kolem volby, které ale bylo kvůli politické kontroverzi zrušeno a na první místo byl dosazen Nelson Mandela. Po prvním kole byl polní maršál Smuts na sedmém místě.